# 超次元タイムボンバー
『超次元タイムボンバー』（ちょうじげんタイムボンバー）は、1996年10月17日から1997年9月11日までテレビ朝日で放送されたクイズとゲームを兼ねたバラエティ番組である。

## 番組概要
基本放送時間は毎週木曜 19:00 - 20:00 (JST) 。
テレビ朝日の木曜19時台が1時間のレギュラー番組になるのは、開局以来この番組が初めてとなった。
司会は上岡龍太郎とテレビ朝日アナウンサーの萩野志保子。毎回、数人のゲスト（1度だけ夏休み視聴者家族大会もあった）が4チームに分かれて各種クイズやゲームに挑戦。登場する数々のアトラクションが毎回白熱し、脳がウニになるほど凄いと称された。なお、ゲーム素材などはナムコ（後のバンダイナムコゲームス→バンダイナムコエンターテインメントおよびバンダイナムコアミューズメント）が技術協力していた。

### ルール
基本ルール
- A～Dの4チームの対抗戦。開始から中期前半までは2～3人で1チーム、中期後半以降は3～5人で1チーム。
- いずれも細かなルールについては上岡の裁量に任されており、不正（アクションタイマーでチームメイトが声を出して合図をする）や「ボンバーカプセルを使い忘れる」といった過失行為があった場合上岡の判断で減点がなされる。

初期ルール
- オープニングボンバーとして全チーム80秒を持ち時間に「ザ・フォール」に挑戦。最初に落下したチームから、0点→5点→10点→20点と加算される。最終ゲームまでの合計得点が一番高いチームが優勝となる。優勝チームは「夢の時空旅行」をかけてファイナルボンバーに挑む。

前期ルール。
- 「ザ・フォール」が最終ゲームとなり、最終ゲーム前までに獲得した得点×1秒[1]を各チームの持ち時間として行い、最終的に落下しなかったチームが優勝というルールに変更。
  - また、オープニングボンバーで勝利したチームはボンバーカプセルを獲得。1ゲームのみ使用でき、使用したゲームでは獲得できる得点が倍となる。

春スペシャル
- 「ザ・フォール」以外の全ゲームがクリア制になり、ゲームにクリアすれば10点加算[2]、また「ハーフタイムボンバー」として後半戦のボンバーカプセルを賭けて「ババヌキボンバー」が登場。合計8ゲームで獲得した得点を持ち時間にした最終ゲーム「ザ・フォール」で勝敗を競った。このスペシャルからファイナルボンバーが、優勝チームのみ挑戦するゲームから「ザ・フォール」に変更された。

後期ルール
- 1997年4月以降も、「ザ・フォール」以外の全ゲームがクリア制になり、ゲームにクリアすれば最終ゲームで使えるパス権を1回分獲得[3]。最終ゲーム「ザ・フォール」もババヌキボンバーのみ出題されるルールに変更され、最終的に落下しなかったチームが優勝となる。
- エンディングが終わったところでゲームオーバーとなり、エンドカードでは「超次元タイムボンバー GAME OVER」と表示される[4]と同時に、ウォード・セクストンの低音ボイスによる「GAME OVER」というコールが入り、番組は終了する。これは前期・中期も同じ。

## 出演者

### 司会
- 上岡龍太郎
- 萩野志保子（テレビ朝日アナウンサー）

### パネラー
- 関根勤
- そのまんま東（現：東国原英夫）
- 久本雅美
- 山田邦子
- 勝俣州和
- 田代まさし
- 出川哲朗
- 西村知美
- 千秋
- 羽田惠理香（現：はねだえりか）
- 山瀬まみ
- よゐこ（濱口優・有野晋哉）
- 猿岩石（有吉弘行・森脇和成）
- ヤクルトスワローズ（古田敦也、飯田哲也）
- アジャ・コング
- TOKIO（城島茂、山口達也、国分太一）
- 20th Century（坂本昌行、井ノ原快彦）
- 丹波哲郎
- 藤田三保子
- 山下規介
- 高橋英樹
- 福井敏雄
- 原千晶
- 吉野公佳
- 中村玉緒
- 稲田千花
- 麻丘めぐみ
- 川野太郎
- 湯原麻利絵
- 遠藤久美子
- 美木良介
- 黒沢年雄
- 小野智子
- 辰巳琢郎
- 根本りつ子
- 中尾彬
- 網浜直子
- 黒田勇樹
- 早坂好恵
- 中森友香
- 伊集院光

他多数

## 番組で登場した主なゲーム

### ザ・フォール
各チームの代表2人が、それぞれ遊園地にあるフリーフォールのようなつくりのゴンドラに乗り込み、全て口頭でクイズを行う。番組では最上部は高さ7.5mで、制作費は1億円かかったと言われている。
前期ルールでは、持ち時間が多いほどゴンドラの位置が低くなるように設定されており、問題読み上げが終わった時点からクイズに正解するまでの間、持ち時間を使うとともにゴンドラが上昇し続ける。持ち時間を使いきった時点で最上部まで達するようになっていて、そのチームは「BOMBER」（詳細は後述）で失格となり落下（遊園地のフリーフォールとは異なって地面に着地せず、そのままゴンドラごと仰向けに滑り落ちて止まる）してしまう。なお、落下する時にはスタジオ内の照明が少しの間落とされ、同時に失格になった1組にスポットライトが当てられ、落下後に照明が戻される。クイズは数種類出題され、全チームがクリアした場合や失格チームが出た場合に変更されることがある。解答順は、それぞれのクイズの開始時点で下にいる（残り時間の多い）チームから順番となる。
後期ルールでは、最初からゴンドラが頂上まで上昇し切った状態でババヌキボンバーを行い、ババを引いた時点で失格となり落下する仕組みである。
BIG&SMALLボンバー
チーム2人で交互に条件に沿って4個の単語を答える。頭文字がお題として指定され、徐々に大きいものや小さいものを答える。例えば、『「か」で始まるもので徐々に大きくする』と指定された場合は、「蚊→乾電池→カバ→火星」といったように交互に繋げられればクリアとなる。
ダンダンボンバー
基本的に「BIG&SMALLボンバー」と同じ。但し、条件が物の大小だけでなく値段等、様々な条件に拡張されている。
ボインボンバー
出題された母音と同じ段の文字を使ってちゃんとした言葉にする。母音をそのまま使って良い。例えば、アイウと出題されたら、カジツ（果実）やアイスと答えれば良い。
メビウスボンバー
8人全員でしりとりを3周行う。ゴンドラは自分のチームの番になって（1人目に回答順が回る）から、次のチームの番になる（2人目が答え終わる）まで上昇し続ける。1チームが落下した時点で終了となる。また、一周毎に答える言葉の文字数が指定されており、1周目は2文字、2周目は3文字、3周目は4文字となっている。後期にはあるテーマに関係した言葉のみのしりとりになった。
バビブベボンバー
ある言葉に対して、カタカナ表記した際のそれぞれの文字の後ろに、バ行の同じ段の文字を加えたもの（ただし、「ん」には付かない）がアナウンスされるので、その元の言葉を当てる。問題文では、小文字は大文字として発音される。例として、「ウィキペディア」は「ウブイビキビペベデベイビアバ」となる（太字が追加された文字）。なお、解答は正確に発音することが求められており、意地悪問題として「東京特許許可局」のような早口言葉が問題になる場合もある。チームのどちらか1人が正解できれば次のチームに問題が回る。
リバースボンバー
ある言葉が逆から読み上げられるので、その元の言葉を答える。「小文字は大文字化して発音する」ルールや解答権のルールは「バビブベボンバー」と同様。例として、「ウィキペディア」は「アイデペキイウ」となる。
フィーリングボンバー
最初期のみ出題されていた。指定されたお題に当てはまる言葉を「せーの」で2人同時に叫び、連想した言葉が二人とも合致すればゴンドラが止まる。
ババヌキボンバー
後期（1997年4月）から登場したゲーム。あるテーマに関する事柄9項目の中から、テーマに当てはまらない1項目やランキングの1位（ババ）を避けて1項目ずつ選んでいき、ババを引いてしまうと「BOMBER」で落下そして失格となる。数問出題され、最終的に落下しなかったチームの勝利となる。答える時にパス権を行使すると、答える事無く、次のチームに順番を回す事が出来る。なお、ババだけが最後に残った場合はその問題は終了となり、次の問題が出題される。このゲームの回答が、番組のエンディングでお浚いとして表示されていた。

### フライングハイ
2人1組でグライダーを模した機械に乗り込み、スクリーン上に表示されるグライダーを操作して風船を割っていくゲーム。ナムコ（→バンダイナムコゲームス→バンダイナムコエンターテインメント）のゲーム「プロップサイクル」を番組用にアレンジしたもので、前部のプレイヤーがハンドルの操縦を、後部のプレイヤーがペダルをこぐ役を担当する。なお後部のプレイヤーは、ボンバーグローブと呼ばれる手袋を着用する。ハンドル操縦を誤って壁などに接触した場合は、後部のプレイヤーがボンバーグローブから電気ショックを食らう。お笑い芸人（出川哲朗など）や怖がりタレント（矢部美穂など）は必ず後部に座らされる事があるが、場合によっては電気ショックに強いタレントが後部に座り、芸人（怖がりタレント）は前部に座る事がある。
得点制（クリア制以前）のステージはクリフロック。制限時間内で風船を割る度にクイズが出題され、1問正解ごとに3ポイント（後に5ポイントに変更）を獲得。問題は、画面上に現れたキャラクター（五人家族の設定）が出題。キャラクターに応じて、出題される問題のジャンルが異なる。なお、問題の解答途中に風船を割ってしまうと問題がキャンセルされてしまう(10秒増加の風船であればキャンセルされない）が、これを逆手に取り問題途中で次の風船を割る挑戦者も多かった（特に難しいおじいちゃんの問題で頻発）。
クリア制のステージは、97年春のスペシャルはウインドウッズ、それ以降はインダスターン。ウインドウッズでは得点制と同様に風船を破る度にクイズが出題され、時間内に3問正解出来たらクリアとなる。インダスターンではクイズは出題されず、制限時間内に10個の風船を割ったらクリアとなる。特にウインドウッズは夜の広場からゲームが始まることもあり「ナイトフライング（夜間飛行）バージョン」とも呼ばれている。インダスターンは行き止まりのある洞窟や崖に囲まれた狭い空間、通路が多数存在していることから、これを利用して中に何があるか入ってみるまで分からないというフィーチャーが登場するようになった。
また、風船の中には割ると即失格になるドクロ風船や制限時間が10秒増える光る風船、さらに羽が付いていて移動する風船もあった。なお後のバージョンアップにより、本家プロップサイクルでもドクロ風船が登場するモードが追加されている。

### アルペンレーサー
スキーに乗って、制限時間80秒以内にゴールを目指す。プロップサイクルと同じく、ナムコのゲーム「アルペンレーサー2」を番組用にアレンジしており、途中2箇所にあるゲートを通過すると正解が複数あるクイズを出題。3つ答えを言えたら正解で残り時間が5秒増加する。壁に接触すると炭酸ガスが噴射される。スキーヤーは男性ではタウンビルの男性キャラクター、女性はベーシックのみの女性キャラクターになるが、場合ではランダムで熊になる事もある。
- 1997年4月10日放送分のスペシャルで初登場。後の通常放送では「フライングハイ」とどちらか1つを選択して挑戦するようになった。

### アクアジェット
これもナムコのゲーム「アクアジェット」の番組アレンジ版。2人1組で水上バイクに乗ってコースを進みながら、様々な世代100人からのアンケートを元にした○×クイズに答える。なお後部のプレイヤーは、ボンバークラゲと呼ばれる装置を体に巻きつけられる。フライングハイと同様に、コースの端や障害物に接触すると後部のプレイヤーがボンバークラゲから電気ショックを食らう。○×クイズの正解数に応じた得点に、コース終盤に置かれた3つのジャンプ台で何回ジャンプしたかによって決められる倍率を掛けた分を得点として獲得。

### ローリングブロック
テトリスの要領で、14ピースのペントミノ（テトリスのピース）に分割された芸能人の写真を組み立てる。当初は1人がレバーでペントミノの移動を、もう1人がローリングシートに座り、ペントミノの回転を担当。ペントミノがボーダーラインまで積み上がった時点で、その写真の有名人を当てることが出来れば落としたブロックと同じ数のポイントを獲得（クリア）。不正解だった場合は罰として、一定時間ローリングシートが高速回転する。ルールとして、顔を完成させると100万円獲得できると言うものがあったが、獲得者は現れなかった。クリア制に変わってからはローリングシートが廃止され、回転はボール横にそれぞれ左回転、右回転のボタンが着いた。左回転と左移動を1人が担当し、もう1人が右回転・右移動を担当した。後に、回転・移動を全て1人が操作に変更。

### アクションタイマー
最初に課題となるVTRを見てから、次はVTRを見ずに代表者1名がその動きを再現。VTRと同じタイミングの誤差2秒以内で終了させる事が出来ればクリアとなる。誤差2秒以内で終了させられなかった場合は、クリア失敗となり炭酸ガスが噴射される。他のチームメイトは代表者に合図などを出してはいけない為、チームメイトが合図を出すなど不正をしてしまってクリアした場合は反則となり、クリアは無効となる。

### アクションザウルス
1名が恐竜の頭部を模したセットの口の中に入り、口が徐々に閉まっていく状況でジェスチャーを行い、もう1名に正解させる。1問正解につき2ポイントが加算される。7問正解でクリアとなりボーナス込みの20ポイントを獲得。制限時間1分の間に7問正解できないと、口が閉まり切って炭酸ガスが噴射されてしまう。最初は通常のゲームとして登場。一時休止後、ファイナルボンバーのゲームとして復活した。

### ヨコヅナファイター
Aチーム対Bチーム、Cチーム対Dチームによる対抗形式のゲーム。早押しのイントロクイズだが、ボタンを押す代わりに目の前のツッパリボールを回転させて、CG上の押し相撲で相手に勝つと解答権を得る事が出来る。相撲に負けるとセットの大きな手が敗者の頭をたたく罰ゲームがある。なお、相撲に負けても、勝った人が誤答をしたら解答権が回ってくる。

### スリーボールクラッシュ
2人が交互に上半身サイズの3個のボールを押して、2種類のゲームをこなす。前半は30秒の制限時間で計算問題や単語の並べ替えといった知能クイズを行い、後半は落下する人形にボールをぶつけて跳ね上げるゲームを行う。これは、ナムコのゲーム『技脳体』を番組用にアレンジさせたもので、そのゲームでも同様の種目に挑戦できる。前半の「語学力（回によって計算能力）」と後半の「連続反射能力」で獲得した点数を掛け合わせたのが得点となるが、前半で誤答の場合は炭酸ガスが噴射され、たとえ残り時間がある場合でも強制終了となる。また、前半の1問目でいきなり誤答の場合や後半でいきなり失敗した場合は0ポイントになってしまう。クリア制になってからはチーム全員での参加となり、規定の30ポイントを上回ればクリアとなるルールに変更された。なお他のチームは、前半は出た文字を左から読んだり、適当な言葉を言うなど、後半は助けるためには明らかに早すぎるタイミングで「今!」といって人形を落とさせるなどの妨害をよくしていた。

### ハイパーダッシュ
スペシャルでのみ登場したゲーム。1人がランニングマシンの上を走り、その速さに応じて画面に表示される問題文がスクロールされる。問題文を読み取り口頭で解答し、60秒以内に3問正解すればクリア。問題文は後戻りできない。

### アルマジロレーシング
実際にアーケードゲームとして登場したアルマジロレーシングをモニターでプレー。COM4体と対決し、制限時間60秒以内に1着でゴールすればクリア。

### オープニングボンバー
- 各チーム、気まぐれに開閉する（自チームの）ポリバケツの中にボールを入れて、最終的に入ったボールの数が一番多かったチームがボンバーカプセル獲得。千秋は大量にボールをつかめる専用手袋（「ちあき」と書かれていた）を使っていた。後にイントロクイズや写真を見て名前を答える問題が出題され、最初に10個のボールを入れたチームが解答権を得られるゲームに変わった。
- その後、ヨコヅナファイターを経て、日本各地の珍しいものが何かを当てる3択クイズに変更。選択肢の3番は必ず「どっちも（1、2の両方がある）」であった。最初は、問題数固定で、正解数の最も多かったチームがパス権1回獲得だったが、後に5問先取したチームがパス権1回獲得にルール変更。

### ファイナルボンバー
番組初期と中期では、優勝チームが「夢の時空旅行」をかけたゲームに挑戦する。
- 初期と中期前半は「超次元立体パズル」を完成させればクリア。1人がパズルを担当、もう1人が人質となり、「ボンバーシート」に座る。
  - 「ザ・フォール」が第1ゲームの頃は、1点を1秒にして、獲得した得点を秒数にした時間以内に完成させる。
  - 「ザ・フォール」が最終ゲームの頃は、60秒以内に完成させる。
- 中期後半から、レギュラー(全チーム参加)で廃止された「アクションザウルス」が復活。解答者がボンバーシートに座り解答した。
- 成功すると夢の時空旅行獲得。ただし、内容は明らかにされていない。
- 失敗するとボンバーシートに座った人が、セットの外に飛ばされ、強制退場となる。
  - まず手前の一枚戸が超高速で開き、次に奥の二枚戸が低速で開く。その奥に、ドライアイスを熱湯で反応させたと思われる、霧が噴出している。
  - 同時進行で上岡が「さようなら、（ボンバーシートに座った人）さん！時空の彼方に消えます！」と言う。その後に、ボンバーシートに座った人が、「時空の彼方に消え去る」という設定の下、ボンバーシートと共に、セットの外に高速で飛ばされ、強制退場となる。放送ではそのままエンディングとなる。
  - 放送では稀に奥のドアが閉まる様子が放映されることもある。
- クリア制では「ザ・フォール」がファイナルボンバーとなり、優勝者のみが挑戦するコーナーは廃止となった。ボンバーシートとレールは撤去されたが二重扉はスタジオセットの一部として終了まで残された。なお、それ以降の優勝者への商品の有無は特に番組中では語られていない（視聴者家族大会では優勝チームに100万円が送られた）。

### ゲームの流れ
放送初期
ザ・フォール→フライングハイ→アクションザウルス→スリーボールクラッシュ→ファイナルボンバー
放送中期
(オープニングボンバー→)アクアジェット→ローリングブロック→フライングハイ→スリーボールクラッシュ→ザ・フォール→ファイナルボンバー
放送後期(クリア制)
オープニングボンバーまたはヨコヅナファイター→フライングハイまたはアルペンレーサー→ローリングブロックまたはアクションタイマー→スリーボールクラッシュ→ザ・フォール
- オープニングボンバー、ファイナルボンバーはコーナー名は紹介されない。
- ゲームをクリアできなかった場合は「BOMBER」と表示される。
- 放送後期は内容が週によって異なる。

## エピソード

### ザ・フォール
- 「BIG&SMALLボンバー」で「『ぎ』で始まるものでだんだん大きくする』と言う問題が出題された際、3番目で「銀河」と言ってしまい、それよりも大きいものが言えずに失格となり落下してしまったチームがあった。
- 「ザ・フォール」で優勝したチームがどのようにしてフリーフォールから降りたのかは不明（1チームだけが落下を免れるとナレーションが言った為落下はしない模様）だったが、最終回では優勝したチームのフリーフォールも落下させた。

## 番組テーマ曲
オープニングテーマ
- 「傷心」B'z（ミニアルバム『FRIENDS II』に収録）

エンディングテーマ
- 「傷心」B'z（1996年10月 - 12月）
- 「LULLABY」ZYYG（1997年1月 - 3月）
- 「この街で君と暮らしたい」FIELD OF VIEW（1997年4月 - 6月）
- 「満ち潮の満月」宇徳敬子（1997年7月 - 9月）

※オープニングは提供クレジットのBGMのみ。各エンディングは前者の2曲は得点制の頃（1996年10月 - 1997年3月）、後者の2曲はクリア制の頃（1997年4月 - 9月）のものである。なお、エンディングの最後では処理された男性の声で「GAME OVER」と言っていた。

## 備考
- 上岡がゴールデンの枠で司会をした最後の番組。
- 番組開始から半年間、番組スポンサーだった日本ガス協会[28]は1997年4月の番組期間中によみうりテレビ制作のアニメ「名探偵コナン」に提供枠を移していたが、2015年3月をもって消滅した。

## スタッフ
- 構成：笠博勝・堀田延（ESCAPESE）、海老克哉、中野俊成、すずきB、福田雄一
- ナレーション：郷里大輔、太田真一郎、田中亮一、松島みのり、満仲由紀子、他
- 問題作成：大木一美、白川圭洋、藤田修司、亀田万寿夫
- タイトル：宍戸淳一
- ディレクター：狩野英一、藤井智久、折田俊一郎、小田切大輔、長久弦、堀脇慎志郎、本岡豊基、高野徹、斉藤誠
- チーフディレクター：武居康仁
- プロデューサー：澤將晃 / 見山欣也（NAVI）
- 技術協力：テイクシステムズ、IMAGICA
- 音楽協力：テレビ朝日ミュージック
- 協力：ナムコ、上岡プロモーション
- 制作協力：NAVI
- 制作著作：テレビ朝日

## ネット局
| 放送対象地域  | 放送局           | 系列           | ネット形態                                                                                |
| ------------- | ---------------- | -------------- | ----------------------------------------------------------------------------------------- |
| 関東広域圏    | テレビ朝日       | テレビ朝日系列 | 制作局                                                                                    |
| 北海道        | 北海道テレビ     | テレビ朝日系列 | 同時ネット                                                                                |
| 青森県        | 青森朝日放送     | テレビ朝日系列 | 同時ネット                                                                                |
| 岩手県        | 岩手朝日テレビ   | テレビ朝日系列 | 同時ネット                                                                                |
| 宮城県        | 東日本放送       | テレビ朝日系列 | 同時ネット                                                                                |
| 秋田県        | 秋田朝日放送     | テレビ朝日系列 | 同時ネット                                                                                |
| 山形県        | 山形テレビ       | テレビ朝日系列 | 同時ネット                                                                                |
| 福島県        | 福島放送         | テレビ朝日系列 | 同時ネット                                                                                |
| 新潟県        | 新潟テレビ21     | テレビ朝日系列 | 同時ネット                                                                                |
| 富山県        | 北日本放送       | 日本テレビ系列 | 遅れネット 木曜未明（打ち切り時点で木曜 2:00 - 2:55）にて放送。 1997年3月27日で打ち切り。 |
| 石川県        | 北陸朝日放送     | テレビ朝日系列 | 同時ネット                                                                                |
| 長野県        | 長野朝日放送     | テレビ朝日系列 | 同時ネット                                                                                |
| 静岡県        | 静岡朝日テレビ   | テレビ朝日系列 | 同時ネット                                                                                |
| 中京広域圏    | 名古屋テレビ     | テレビ朝日系列 | 同時ネット                                                                                |
| 近畿広域圏    | 朝日放送         | テレビ朝日系列 | 同時ネット                                                                                |
| 島根県 鳥取県 | 山陰中央テレビ   | フジテレビ系列 | 遅れネット                                                                                |
| 広島県        | 広島ホームテレビ | テレビ朝日系列 | 同時ネット                                                                                |
| 山口県        | 山口朝日放送     | テレビ朝日系列 | 同時ネット                                                                                |
| 香川県 岡山県 | 瀬戸内海放送     | テレビ朝日系列 | 同時ネット                                                                                |
| 愛媛県        | 愛媛朝日テレビ   | テレビ朝日系列 | 同時ネット                                                                                |
| 高知県        | 高知放送         | 日本テレビ系列 | 遅れネット                                                                                |
| 福岡県        | 九州朝日放送     | テレビ朝日系列 | 同時ネット                                                                                |
| 長崎県        | 長崎文化放送     | テレビ朝日系列 | 同時ネット                                                                                |
| 熊本県        | 熊本朝日放送     | テレビ朝日系列 | 同時ネット                                                                                |
| 大分県        | 大分朝日放送     | テレビ朝日系列 | 同時ネット                                                                                |
| 宮崎県        | 宮崎放送         | TBS系列        | 遅れネット                                                                                |
| 鹿児島県      | 鹿児島放送       | テレビ朝日系列 | 同時ネット                                                                                |
| 沖縄県        | 琉球朝日放送     | テレビ朝日系列 | 同時ネット                                                                                |

## 前後番組
| テレビ朝日系列 木曜19時台前半                                                                  | テレビ朝日系列 木曜19時台前半                                                                 | テレビ朝日系列 木曜19時台前半                                              |
| 前番組                                                                                         | 番組名                                                                                        | 次番組                                                                     |
| ---------------------------------------------------------------------------------------------- | --------------------------------------------------------------------------------------------- | -------------------------------------------------------------------------- |
| 必撮ビデオ!!あんたが主役 （1996年4月 - 1996年9月）                                             | 超次元タイムボンバー （1996年10月 - 1997年9月） ※19:00 - 20:00                                | グルメな冒険 お願い!リストランテ （1997年10月 - 1998年9月） ※19:00 - 20:00 |
| テレビ朝日系列 木曜19時台後半                                                                  |                                                                                               |                                                                            |
| 怪盗セイント・テール （1995年10月 - 1996年9月） 【本番組までアニメ枠】 【本番組までABC制作枠】 | 超次元タイムボンバー （1996年10月 - 1997年9月） ※19:00 - 20:00 【本番組からテレビ朝日制作枠】 | グルメな冒険 お願い!リストランテ （1997年10月 - 1998年9月） ※19:00 - 20:00 |